# Gouvernement de Sandomir
 (février 2025).
Si vous disposez d'ouvrages ou d'articles de référence ou si vous connaissez des sites web de qualité traitant du thème abordé ici, merci de compléter l'article en donnant les références utiles à sa vérifiabilité et en les liant à la section « Notes et références ».
Le gouvernement de Sandomir était une unité administrative-territoriale (guberniya) de la Pologne du Congrès, qui faisait elle même partie de l'Empire russe.

Blason

## Histoire
Cette division administrative a été créée en 1837 à partir de la voïvodie de Sandomierz et avait les mêmes frontières et la même capitale (Radom) que cette dernière. Ses niveaux inférieurs d'administration sont également restés pour la plupart inchangés, bien que leur nom ait été changé d'obwód (en) en powiat. La réforme de 1844 a fusionné le gouvernement de Sandomir avec le gouvernement de Kielce, créant une nouvelle entité, le gouvernement de Radom.